# Sinoxylon succisum
Sinoxylon succisum är en skalbaggsart som beskrevs av Pierre Lesne 1895. Sinoxylon succisum ingår i släktet Sinoxylon och familjen kapuschongbaggar. Inga underarter finns listade i Catalogue of Life.